# Edward Patten
Edward "Eddie" Roy Patten (Atlanta, Georgia, 2 augustus 1939 – Livonia, Michigan, 25 februari 2005) was een Amerikaanse soulzanger. Het meest bekend is hij geworden van zijn lidmaatschap van de soul- en R&B-groep Gladys Knight & the Pips, een succesvolle act van onder andere Motown en Buddah Records.

## Jeugd
Edward Patten werd op 2 augustus 1939 geboren in Atlanta. Tijdens zijn jeugd zong hij in de kerk met het gospelkoor. Ook maakte Patten deel uit van meerdere doo wop groepen. Terwijl hij in die verschillende groepen zong, richtte zijn familieleden Gladys Knight, William Guest, Merald "Bubba" Knight, Brenda Knight en Eleanor Guest een groep op die ze "The Pips" noemden. Dit gebeurde in 1953, een jaar nadat Gladys Knight een talentenjacht met haar zang gewonnen had. Het vijftal toerden tot en met 1959 rond, maar toen besloten Eleanor Guest en Brenda Knight de groep te verlaten, zodat ze een familie konden beginnen. Dit was het moment dat Edward Patten deel van The Pips uit zou maken, want hij verving, samen met Langston George, hen. Edward Patten, die een groot bereik had, gold als belangrijke achtergrondzanger, omdat hij zowel bas als tenor kon zingen.
Samen met The Pips had Edward Patten in 1961 een #6 hit met "Every Beat Of My Heart" bij Vee-Jay Records. In 1962 volgden ze die op met "Letter Full Of Tears", nu als "Gladys Knight & The Pips, maar datzelfde jaar nog verlieten zowel leadzangeres Gladys Knight als Langston George de groep. Hierdoor bleven The Pips als een trio over en hadden ze ook geen hits meer. In 1964 keerde Gladys echter terug als leadzangeres.

## Motown
Twee jaar na de terugkomst van Gladys Knight bij de groep, vertrok Edward Patten samen met de rest van The Pips naar het legendarische Motown label uit Detroit. Tijdens hun periode bij Motown had de groep hits met nummers als "Everybody Needs Love", "The End Of Our Road", die later gecoverd zou worden door  Marvin Gaye, "Friendship Train" en "If I Were Your Woman". Hun twee grootste hits waren echter "I Heard It Through the Grapevine", de eerst uitgebrachte versie, en "Neither One Of Us (Wants To Be The First To Say Goodbye)". Beiden werden #2 hits. Op zowel "The End Of Our Road" en "I Heard It Through The Grapevine" is Patten een stukje als lead the horen tijdens de "call-and-response" vocalen.
Gedurende de periode van Gladys Knight & The Pips bij Motown, ontwikkelde de groep een choreografie waarmee ze bekend zouden worden, omdat die zo energiek was. Naast Cholly Atkins, de choreograaf van Motown, werkte Edward Patten ook aan deze choreografie voor de groep. Ook was het de groep van Edward Patten die The Jackson 5 ontdekte, een groep die later zeer succesvol zou blijken te zijn.

## Buddah Records
In 1973 vertrok Patten samen met The Pips naar Buddah Records, omdat ze zich niet gewaardeerd voelden bij Motown. Net als tijdens hun periode bij Motown hadden ze bij Buddah hits en zelfs hun enige #1 hit "Midnight Train to Georgia". Daarnaast hadden ze hits met nummers als "I've Got to Use My Imagination" en "Best Thing That Ever Happened to Me". Vanaf 1978 nam Gladys Knight twee solo-albums op en Edward Patten samen met The Pips twee albums zonder Gladys Knight, omdat dit moest van Buddah Records. Hierom vertrokken ze in 1980 bij Buddah.

## Na Buddah
Edward Patten had tot 1988 R&B-hits met Gladys Knight & The Pips, maar dat jaar kwam er ook een einde aan. De groep werd opgeheven, omdat Gladys Knight een solocarrière wilde starten. Merald "Bubba" Knight noemde Edward Patten als degene die tot en met 1988 de groep bij elkaar hield vanwege zijn gedrevenheid.
Na het einde van het bestaan van Gladys Knight & The Pips richtte Edward Patten zijn eigen platenmaatschappij, Crew Records genaamd, op. Hij zong achtergrond op nummers van artiesten die hij had aangenomen tot en met 1995. Dat jaar moest hij ermee stoppen vanwege een reeks van cerebrovasculaire accidenten, oftewel beroertes. Op 25 februari 2005 overleed hij aan een beroerte in het ziekenhuis in Livonia. Hij liet zijn vrouw, Renee Ivory Patten, als weduwe achter.